# Планета

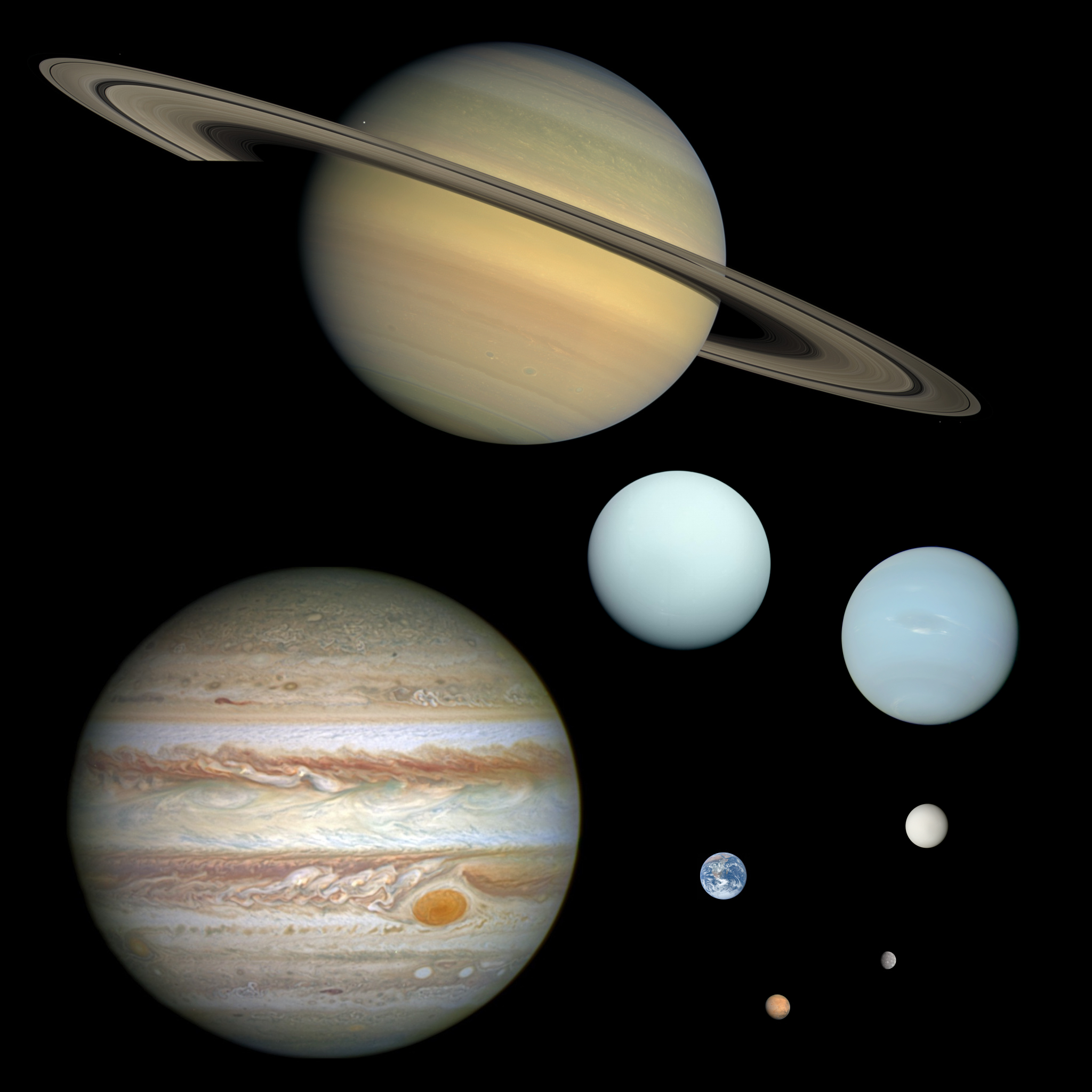
Вісім планет Сонячної системи у масштабі за розміром: Сатурн, Юпітер, Уран, Нептун (зовнішні планети), Земля, Венера, Марс і Меркурій (внутрішні планети)

Плане́та (лат. planētae від грец. πλανήτης — той, що блукає, блукач) — великий, майже сферичний астрономічний об'єкт, який зазвичай перебуває на орбіті навколо зорі, зоряного залишку або коричневого карлика, але сам не є ані зорею, ані зоряним залишком, ані коричневим карликом. У Сонячній системі за найбільш суворим визначенням налічується вісім планет: планети земної групи — Меркурій, Венера, Земля та Марс; і газові гіганти — Юпітер, Сатурн, Уран та Нептун. Найпоширенішою теорією формування планет є небулярна гіпотеза, згідно з якою міжзоряна хмара колапсує з туманності, утворюючи молоду протозорю, яку оточує протопланетний диск. Планети формуються в цьому диску шляхом поступового накопичення речовини під дією гравітації — процесу, що зветься акрецією.
В античності планетами так називали Сонце, Місяць і п'ять світил, видимих неозброєним оком, що переміщувалися на тлі зір — Меркурій, Венеру, Марс, Юпітер і Сатурн. Планети історично мали релігійне значення: багато культур ототожнювали небесні тіла з божествами, і ці зв'язки з міфологією та фольклором досі впливають на схеми найменування нововідкритих тіл Сонячної системи. Саму Землю визнали планетою лише після того, як геліоцентризм витіснив геоцентризм у XVI—XVII століттях.
З розвитком телескопів поняття «планета» розширилося і почало включати об'єкти, які видно лише за допомогою оптики: супутники інших планет, крижані гіганти Уран і Нептун, Цереру та інші тіла, згодом визнані частиною поясу астероїдів, а також Плутон, який виявився найбільшим тілом серед об'єктів поясу Койпера. Відкриття інших великих тіл у поясі Койпера, зокрема Ериди, спричинило дискусію щодо точного визначення терміна «планета». У 2006 році Міжнародний астрономічний союз ухвалив визначення планети в Сонячній системі, згідно з яким до планет належать чотири планети земної групи та чотири газові гіганти, натомість як Церера, Плутон та Ерида класифікуються як карликові планети. Водночас багато планетологів продовжують вживати термін «планета» ширше, поширюючи його на карликові планети та сферичні супутники, як-от Місяць.
Подальші досягнення астрономії призвели до відкриття понад п'яти тисяч планет за межами Сонячної системи — екзопланет. Вони часто мають незвичайні риси, яких немає у планет Сонячної системи: наприклад, гарячі юпітери — гігантські планети, що обертаються близько до своїх зір, як-от 51 Пегаса b, або дуже ексцентричні орбіти, як у HD 20782 b. Відкриття коричневих карликів і планет, більших за Юпітер, викликало нову дискусію щодо межі між планетою та зорею. Декілька екзопланет виявлено в зоні, придатній для життя своїх зір (де може існувати рідка вода на поверхні планети), проте надійних доказів існування життя на інших планетах поки що немає.

## Формування
Панівною теорією планетоутворення є так звана небулярна гіпотеза, згідно з якою планети утворюються під час колапсу туманності в тонкий газово-пиловий диск. У центрі формується протозоря, оточена обертовим протопланетним диском. Унаслідок акреції (злипання частинок) пилинки у диску поступово зростають, утворюючи все більші тіла. Місцеві скупчення маси, відомі як планетезималі, пришвидшують цей процес, притягуючи навколишню речовину своєю гравітацією. Згодом вони стають достатньо щільними, щоб під дією гравітації стиснутися у протопланети. Коли маса протопланети перевищує масу Марса, вона починає накопичувати велику атмосферу, що суттєво збільшує ефективність захоплення планетезималей завдяки аерогидродинамічному опору. Залежно від історії акреції речовини та газу, результатом може бути газовий гігант, крижаний гігант або планета земної групи. Вважають, що регулярні супутники Юпітера, Сатурна й Урана формувалися подібним чином; однак, Тритон ймовірно був захоплений Нептуном, а Місяць і Харон, ймовірно, утворилися внаслідок зіткнень.
Коли протозоря виростає до такої міри, що в її ядрі розпочинається термоядерне горіння і вона стає зорею, залишковий диск поступово розсіюється зсередини назовні внаслідок фотовипаровування, дії сонячного вітру, ефекту Пойнтінга — Робертсона та інших процесів. Після цього навколо зорі (або навіть навколо інших протопланет) можуть залишатися численні протопланети, які з часом стикаються між собою. Унаслідок цього можуть утворюватися більші тіла або ж вивільнятися матеріал, який потім поглинається іншими протопланетами. Тіла, які набирають достатню масу, захоплюють більшість речовини зі свого орбітального оточення і стають планетами. Ті протопланети, яким вдається уникнути зіткнень, можуть бути захоплені гравітацією більших тіл і стати природними супутниками, або ж залишитися в поясах малих тіл, ставши карликовими планетами або малими тілами.
Енергійні зіткнення дрібніших планетезималей, а також радіоактивний розпад, розігрівають зростаючу планету, спричиняючи її часткове або повне плавлення. Унаслідок цього її внутрішня структура починає диференціюватися за густиною: щільніші матеріали опускаються до ядра. Менші землеподібні планети можуть втратити значну частину своєї первинної атмосфери через процеси акреції. Проте ці гази частково заміщуються викидами з мантії або ж поповнюються кометною речовиною. Невеликі планети з часом усе одно втрачають атмосферу внаслідок різноманітних механізмів втечі атмосфери.
З відкриттям і спостереженням планетних систем навколо інших зір з'являється можливість уточнювати або навіть змінювати загальноприйняті уявлення про процес формування планет. Рівень металічності — астрономічний термін, що позначає вміст хімічних елементів з атомним номером понад 2, тобто важчих за гелій, — істотно впливає на ймовірність формування планетної системи. Таким чином, зорі популяції I, багаті на метали, з більшою ймовірністю матимуть розвинену планетну систему, ніж бідні на метали зорі популяції II.

## Планети Сонячної системи
Сьогодні у Сонячній системі відомо 8 планет: Меркурій, Венера, Земля, Марс, Юпітер, Сатурн, Уран, Нептун. У 2006 р. 26-та Генеральна асамблея Міжнародного астрономічного союзу скасувала статус планети для Плутона.
Планети земної групи — Меркурій, Венера, Земля, Марс — близькі за розмірами і будовою, середня густина їх речовини становить 5,52—3,97 г/см3. До цієї групи примикають деякі великі супутники планет, які схожі за своїми властивостями до планет земної групи. Це супутники Юпітера Ганімед, Іо, Європа, Каллісто і супутник Сатурна Титан.

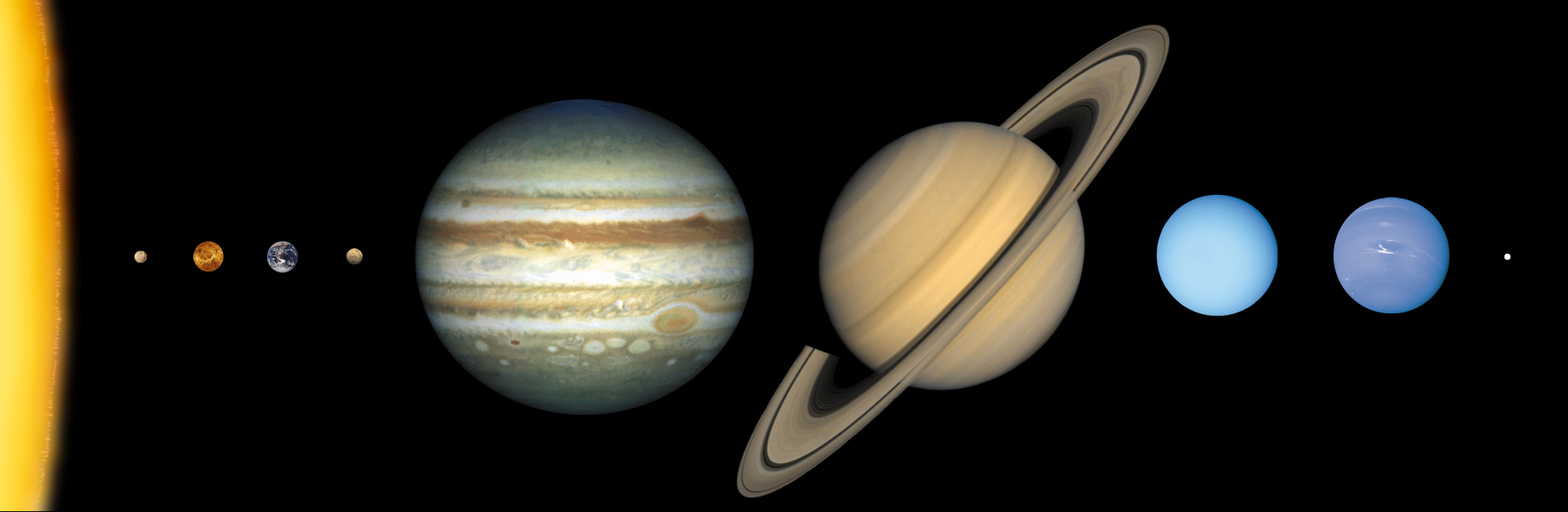
Приблизні розміри планет відносно одна одної та Сонця

Утворилися планети з газопилової хмари навколо Сонця. Подібні пилові хмари (диски) можна сьогодні спостерігати біля деяких зір нашої Галактики. З погляду гірничої справи як сировинне джерело майбутнього, найбільшу цікавість становлять астероїди і найбільш досяжні із Землі планети — Місяць та Марс.
Усі показники нижче вказані відносно їх значень для Землі:

## Екзопланети

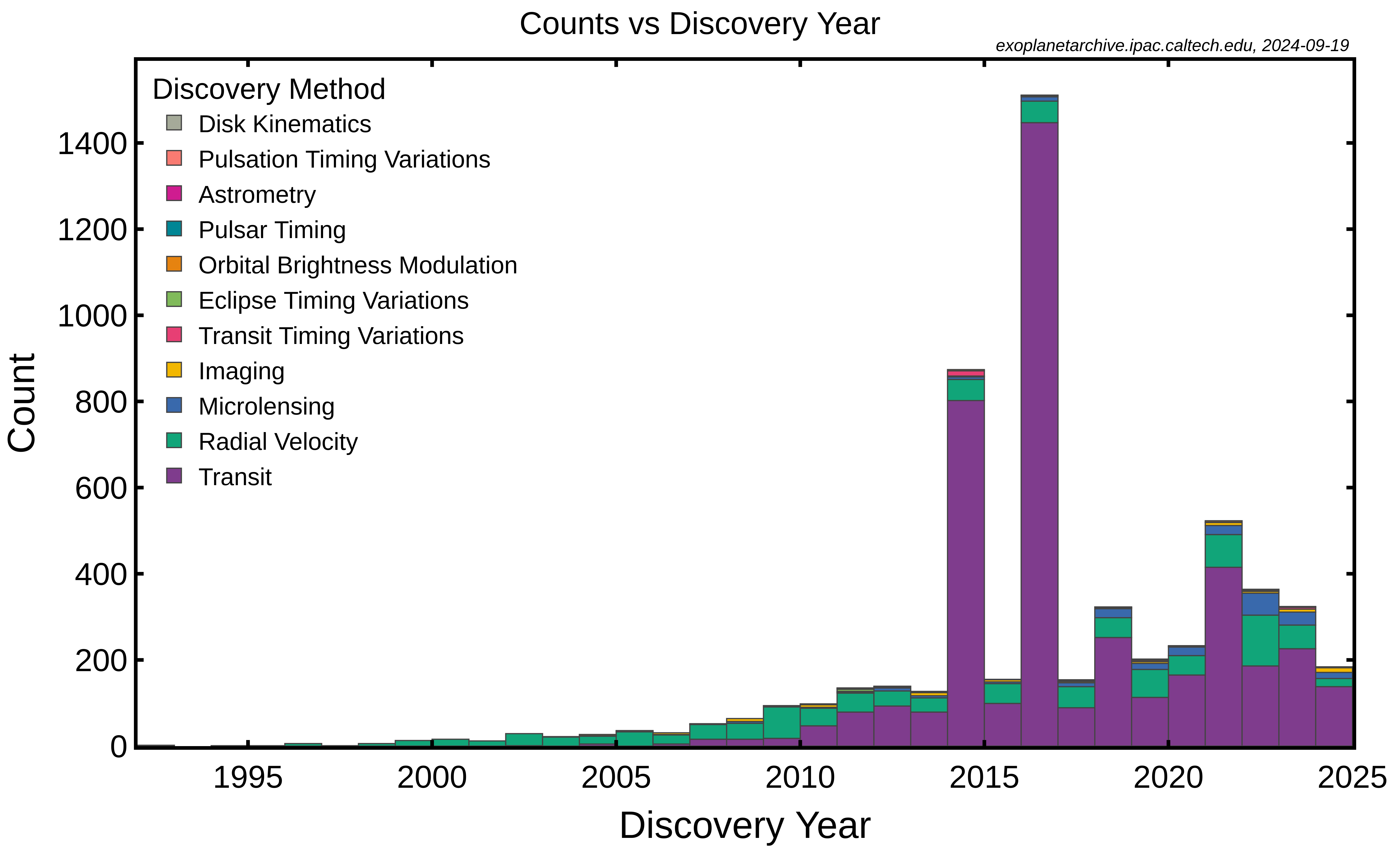
Кількість виявлених екзопланет за роками станом на серпень 2023 року (за даними Архів екзопланет НАСА)

Екзопланета — це планета за межами Сонячної системи. Відомі екзопланети варіюються за розмірами — від газових гігантів приблизно вдвічі більших за Юпітер до трохи більших за Місяць. Аналіз даних гравітаційного мікролінзування свідчить про мінімум 1,6 планет в середньому на кожну зорю в Чумацькому Шляху.
На початку 1992 року радіоастрономи Александер Вольщан і Дейл Фрейл оголосили про відкриття двох планет, що обертаються навколо пульсара PSR B1257+12. Це відкриття вважають першим надійно підтвердженим виявленням екзопланет. Науковці припускають, що ці планети утворилися з залишків диска, залишеного після вибуху тієї ж наднової, у якій утворився пульсар.
Перше підтверджене відкриття екзопланети, що обертається навколо звичайної зорі головної послідовності, відбулося 6 жовтня 1995 року, коли Мішель Майор і Дідьє Кело з Женевського університету оголосили про виявлення планети 51 Пегаса b, що обертається навколо зорі 51 Пегаса. До місії космічного телескопа «Кеплер» більшість відомих екзопланет були газовими гігантами, за масою подібними до Юпітера або навіть більшими, оскільки саме такі об’єкти найпростіше виявляти. Каталог кандидатів у екзопланети місії «Кеплер» складається переважно з планет розмірами до Нептуна і менших, аж до об’єктів, менших за Меркурій.
У 2011 році команда космічного телескопа «Кеплер» повідомила про відкриття перших екзопланет розміром із Землю, що обертаються навколо сонцеподібної зорі — Kepler-20e та Kepler-20f. Відтоді було виявлено понад 100 планет, розміри яких приблизно дорівнюють радіусу Землі, і 20 з них перебувають у зоні, придатній для життя — ділянці простору навколо зорі, де на поверхні землеподібної планети за достатнього атмосферного тиску може існувати рідка вода. Вважають, що кожна п’ята сонцеподібна зоря має планету розміром із Землю в зоні, придатній для життя, що свідчить про можливу наявність такої планети в межах 12 світлових років від Землі. Частота виникнення таких землеподібних планет є однією зі змінних у рівнянні Дрейка, яке оцінює кількість цивілізацій, здатних до контакту в Чумацькому Шляху.
Існують типи екзопланет, яких немає в Сонячній системі: суперземлі та мінінептуни, маса яких лежить між масою Землі та Нептуна. Об’єкти з масою менше двох мас Землі, ймовірно, мають кам’янистий склад, як і Земля; масивніші, ймовірно, переважно складаються з летких речовин і газу, як Нептун. Відомі також планети, масивніші за Юпітер, маси яких заповнюють весь діапазон аж до мас коричневих карликів.
Виявлено екзопланети, що перебувають набагато ближче до своєї зорі, ніж будь-яка планета в Сонячній системі до Сонця. Наприклад, Меркурій на відстані 0,4 а.о. від Сонця, робить оберт за 88 днів, тоді як планети з ультракоротким періодом можуть обертатися навколо своїх зір менш ніж за добу. У системі Kepler-11 п’ять планет мають коротші орбітальні періоди, ніж Меркурій, і всі вони набагато масивніші. Існують гарячі юпітери, як 51 Пегаса b, які обертаються дуже близько до своєї зорі та можуть випаровуватись, залишаючи лише ядро — так звані хтонічні планети. Відомі й екзопланети, що перебувають значно далі від своєї зорі. Наприклад, Нептун на відстані 30 а.о. обертається за 165 років, тоді як деякі екзопланети перебувають на тисячах а.о. від зорі й здійснюють оберт за мільйони років (наприклад, COCONUTS-2b).

## Міжзоряні планети
Планета-сирота (відома також під іншими назвами: планета-мандрівник, міжзоряна планета, вільна планета, квазіпланета, самітня планета, блукаюча планета) — об'єкт, що має масу, яку можна порівняти з планетарною і є, по суті, планетою, але не пов'язаний гравітаційно з жодною зорею, коричневим карликом, і навіть з іншою планетою (хоча може мати свої власні супутники).

## Характеристики планет
Попри те, що кожна планета є неповторною за своїми фізичними характеристиками, серед них можна спостерігати чимало спільного, починаючи з наявності природних супутників, кілець та інших спільних ознак. Ці особливості розпізнають за притаманними їм ознаками — динамічними та фізичними властивостями для кожної з планет.

### Динамічні характеристики
Динамічні характеристики планет пов'язані з усіма динамічними ознаками планети, як тіла в просторі, тобто, особливості руху небесного тіла (планети) у просторі. До них належать характеристики орбіти, нахил осі обертання, обертання та інші динамічні ознаки планет.

#### Орбіта планети
Відповідно до визначення, планета є тілом, що обертається навколо зорі. Таким чином відкидається можливість існування окремих планет, які можна було б назвати «планетами-одинаками». Траєкторія руху в гравітаційному полі іншого тіла (наприклад, зорі) має назву орбіти. Вона може мати форму кола, еліпса, параболи або гіперболи. У Сонячній системі всі планети обертаються власними орбітами в одному напрямку, у тому ж, у якому обертається навколо своєї осі й Сонце. Але принаймні одна з нещодавно відкритих екзопланет, WASP-17b, обертається в протилежний бік щодо обертання своєї зорі.

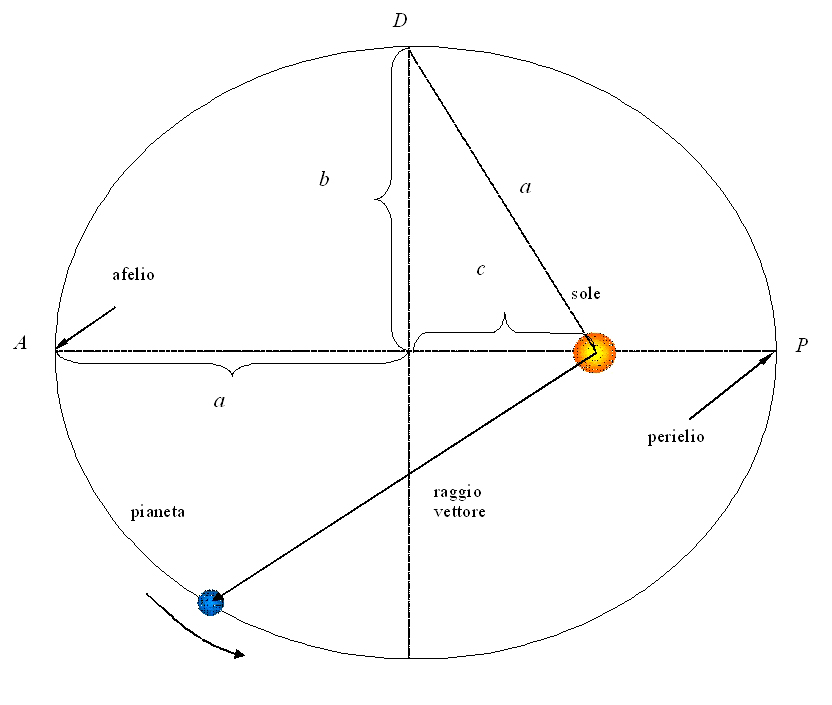
Еліпс Кеплера з визначальними елементами орбіти

Період, протягом якого планета робить оберт навколо зорі, називається сидеричним періодом обертання або планетарним роком. Тривалість року дуже залежить від відстані планети до зорі, адже якщо планета перебуває далеко від зорі, то вона рухатиметься повільніше (оскільки на неї слабше впливатиме гравітації зорі), і, крім того, вона має здолати довший шлях.
Оскільки орбіта жодної з відомих планет не є точним колом, відстань між Сонцем і планетою на її орбіті змінюється. Точка орбіти, в якій планета найближче підходить до Сонця, має назву перигелій, тоді як найвіддаленіша точка орбіти називається афелій. Оскільки в перигелії планета перебуває найближче до світила, наслідком є збільшення швидкості руху планети, подібно до того, як високо кинутий камінь прискорюється, наближаючись до землі, а коли планета перебуває в афелії, її швидкість зменшується, подібно до того як той же кинутий вгору камінь сповільнюється у верхній точці свого польоту.
Орбіта будь-якої з планет визначається кількома елементами:
- Ексцентриситет — визначає наскільки планетарна орбіта витягнута. Орбіти з невеликим (близьким до нуля) ексцентриситетом мають форму, близьку до кола, тоді як орбіти з великим (близьким до одиниці) ексцентриситетом еліптичної (витягнутої) форми. У планет Сонячної системи ексцентриситети невеликі, і їх орбіти майже як коло. Комети і об'єкти поясу Койпера (як і численні екзопланети) мають великий ексцентриситет та, відповідно, високоеліптичні орбіти.

Велика піввісь

- Велика піввісь це відстань від планети до центра еліпса. Ця відстань не дорівнює відстані до планети у апоастрі чи періастрі, бо центральна зоря розташована не у центрі еліпса, а у його фокусі.

- Нахил орбіти — кут між площиною орбіти і базовою площиною. У Сонячній системі базовою площиною вважають площину орбіти Землі, яку називають екліптикою. Орбіти всіх восьми планет Сонячної системи перебувають поблизу площини екліптики, тоді як комети і об'єкти поясу Койпера, наприклад Плутон, мають орбіти з більшими кутами нахилу. Для екзопланет такою площиною вважають небесну площину на оглядовій лінії з Землі. 
Точки, де планета перетинає базову площину, називаються висхідними і низхідними вузлами орбіти. Довгота висхідного вузла — це кут між базовою площиною і висхідним вузлом орбіти[джерело?]. Аргумент періастра (або аргумент перигелію) це кут між орбітальним висхідним вузлом і періастром (найближчою до зорі точкою на орбіті планети).

#### Нахил осі

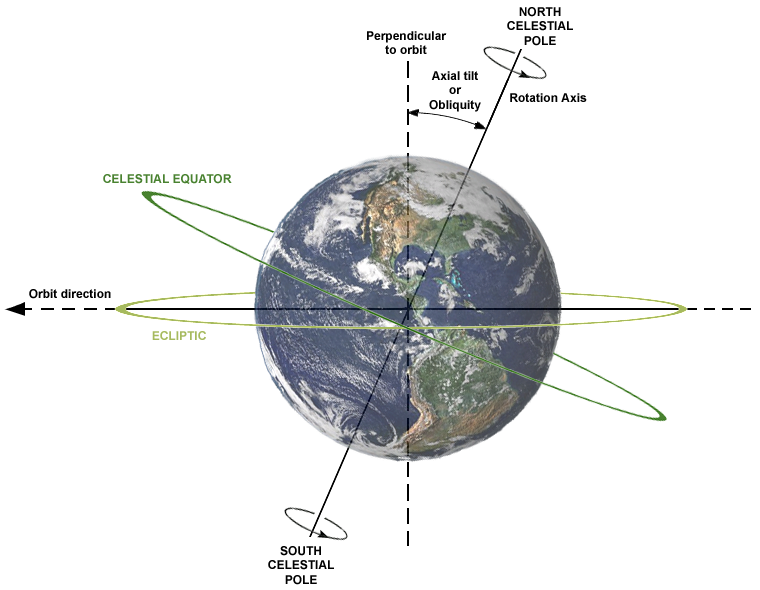
Нахил Земної осі — приблизно 23°

Планети мають різні кути осьового нахилу, тобто, вони лежать під певним кутом до площини екватора материнської зорі. Саме тому, кількість світла одержуваного тією чи іншою півкулею змінюється протягом року; оскільки північна півкуля планети більше освітлюється, аніж ніж південна півкуля, або ж навпаки. Як наслідок, на більшості планеті відбувається зміна сезонів, тобто, зміна клімату протягом року. Час, коли одна з півкуль найбільше обернена до Сонця, називається сонцестоянням. Протягом одного обертання орбітою (одного витка планети по своїй орбіті) трапляється два сонцестояння; коли кожна з півкуль перебуває в літньому сонцестоянні і день там найдовший, тоді як інша півкуля перебуває в зимовому сонцестоянні, з його надзвичайно коротким днем. Внаслідок такого розташування, півкулі отримують різну кількість світла і тепла, що слугує причиною щорічних змін погодних умов на планеті.
Осьовий нахил Юпітера надзвичайно малий, і сезонні зміни там найменші, тоді, як Уран, навпаки, має настільки великий осьовий нахил, що обертається навколо Сонця майже «на боці», і під час сонцестоянь одна з його півкуль постійно перебуває під Сонячним світлом, а інша постійно знаходиться в темряві. Що стосується екзопланет, то їх осьові нахили невідомі напевно, проте більшість «гарячих Юпітерів», теоретично, мають дуже малий нахил осі, що є наслідком близькості до самої зорі.

#### Обертання планети

Обертання Землі навколо своєї осі

Крім того, що планети обертаються власними орбітами навколо зорі, вони ще й крутяться навколо своєї осі. Період обертання планети навколо осі отримав визначення — доба. Більшість планет Сонячної системи крутяться навколо власної осі в тому ж напрямку, в якому вони обертаються навколо Сонця, тобто, проти годинникової стрілки, що відзначено відносно північного полюса Сонця. Тоді як дві планети — Венера і Уран обертаються за годинниковою стрілкою, хоча надзвичайний осьовий нахил Урана породжує суперечки, що ж вважати південним і північним полюсом самої планети, як наслідок — чи обертається він проти годинникової, а чи за годинниковою стрілкою, однак якої б думки не дотримувалися сперечальники щодо полюсів Урана, вони визнають його ретроградний тип обертання. Також спостерігається суттєва різниця між тривалістю доби на планетах: Венері потрібно 243 Земних доби для одного оберту навколо осі, тоді як газовим гігантам — всього кілька годин. Період обертання для екзопланет не відомий, проте, близьке розташування до зір «гарячих Юпітерів» означає що на одному боці планети панує вічна ніч, а на другому — вічний день (оскільки орбіта й обертання узгоджені).

#### Чиста орбіта
Один з критеріїв, що визначає небесне тіло як планету — це вільні від інших подібних об'єктів околиці її орбіти. Планета, яка накопичила достатню масу, своїм гравітаційним впливом має зібрати всі тіла поблизу власної орбіти і приєднати їх (чи перетворити на супутники), або навпаки — розігнати. Таким чином, вона перебуватиме на своїй орбіті в ізоляції, не поділяючи її з іншими об'єктами, які порівняні за розміром. Цей критерій статусу планети було ухвалено Міжнародним астрономічним союзом (МАС) у серпні 2006 року. Саме за цим критерієм Плутон було позбавлено статусу планети, а Ерида і Церера так і не набули його. Зазначені тіла належать до карликових планет.
Слід зазначити, що ухвалене визначення планети наразі стосується лише Сонячної системи. Потужними телескопами було виявлено деяку кількість зоряних систем, які перебувають на стадії протопланетарного диска мають ознаки «чистих орбіт» у протопланет.

## Історія та етимологія
Ідея планет змінювалася протягом історії астрономії — від божественних світил античності до матеріальних об'єктів наукової доби. Поняття планети розширилось: тепер воно охоплює світи не лише в межах Сонячної системи, а й у численних інших позасонячних системах. Загальноприйняте визначення того, що вважати планетою, неодноразово змінювалося. Свого часу до планет зараховували астероїди, супутники та карликові планети, зокрема Плутон, і навіть сьогодні зберігається певна неоднозначність у цьому питанні.

### Давні цивілізації та класичні планети

Рух «світил» небом лежить в основі класичного визначення планет як мандрівних зір.

П'ять класичних планет Сонячної системи, які можна побачити неозброєним оком, були відомі ще з давніх часів і мали значний вплив на міфологію, релігійні уявлення про Всесвіт і давню астрономію. Стародавні астрономи помічали, що деякі світла переміщуються небом, на відміну від «нерухомих зір», які зберігали слале відносне розташування. Давні греки називали ці світила πλάνητες ἀστέρες, «мандрівні зорі» або просто πλανῆται «мандрівники», від чого походить сучасне слово «планета». У Стародавній Греції, Китаї, Вавилоні та загалом у всіх донаукових цивілізаціях майже повсюдно вважали, що Земля — це центр Всесвіту, а всі «планети» обертаються навколо неї. Такий погляд був зумовлювався тим, що зорі й планети, здавалося, щоденно оберталися навколо Землі, а також наочними спостереженнями, згідно з якими Земля здавалася нерухомою, твердою й стабільною.
Першою цивілізацією, яка створила функціональну теорію планет, були вавилоняни, що жили в Месопотамії в І–ІІ тисячоліттях до н.е. Найдавнішим з відомих планетарних астрономічних текстів є Табличка Венери Аммі-цадуки — копія VII століття до н.е. переліку спостережень руху планети Венера, яка, ймовірно, походить ще з ІІ тисячоліття до н.е. MUL.APIN — це пара клинописних табличок, що датуються VII століттям до н.е., у яких описано рух Сонця, Місяця і планет протягом року. Пізня вавилонська астрономія стала джерелом західної астрономії та загалом усіх західних точних наук. У новоасирійський період у VII столітті до н.е. було укладено текст Енума Ану Енліль, який містить перелік знамень і їхній зв'язок із різними небесними явищами, зокрема рухами планет. Вавилонські астрономи вже знали всі 5 класичних планет (Венера та Меркурій, а також верхні планети Марс, Юпітер і Сатурн), й астрономи не змогли розширити цей список аж до винайдення телескопа.
Стародавні греки спочатку не надавали планетам такого значення, як вавилоняни. У VI–V століттях до н.е. піфагорійці розробили, вірогідно, власну незалежну планетарну теорію, згідно з якою Земля, Сонце, Місяць і планети оберталися навколо «Центрального Вогню», що розташовувався в центрі Всесвіту. Піфагора або Парменіда вважають першими, хто ототожнив вечірню зорю (Геспер) та ранкову зорю (Фосфор) як одне й те саме світило — Афродіту, грецький відповідник латинської Венери. Проте це вже давно було відомо в Месопотамії. У III столітті до н.е. Арістарх Самоський запропонував геліоцентричну модель, згідно з якою Земля й інші планети обертаються навколо Сонця. Геоцентрична система залишалася домінантною аж до наукової революції.
До I століття до н.е., у період еллінізму, греки почали створювати власні математичні схеми для передбачення положень планет. Ці схеми, засновані на геометрії, а не на арифметиці вавилонян, згодом перевершили останніх за складністю та повнотою й дозволили досить точно описати видимі неозброєним оком рухи планет. Найповніше ці теорії викладені в "Альмагесті" Птолемея, написаному у II столітті н.е. Модель Птолемея стала настільки популярною, що витіснила всі попередні астрономічні системи й залишалась основним астрономічним трактатом Західного світу протягом 13 століть.
Для греків і римлян було відомо сім планет, кожна з яких, як вважалося, оберталася навколо Землі за складними законами, викладеними Птолемеєм. У порядку від Землі (за Птолемеєм, із сучасними назвами) це були: Місяць, Меркурій, Венера, Сонце, Марс, Юпітер і Сатурн.

### Середньовічна астрономія

Ілюстрація 1660 року геоцентричної моделі Всесвіту Клавдія Птолемея

Після падіння Західної Римської імперії астрономія продовжувала розвиватися в Індії та середньовічному ісламському світі. 499 року індійський астроном Аріабгата запропонував планетарну модель, яка прямо включала обертання Землі навколо власної осі — він пояснював цим видимий руху зір зі сходу на захід. Він також припускав, що орбіти планет є еліпсами. Ідеї Аріабгати знайшли особливу підтримку на півдні Індії, де його принципи, зокрема щоденне обертання Землі, стали основою для низки наступних праць.
Астрономія золотої доби ісламу здебільшого розвивалася на території Близького Сходу, Центральної Азії, Аль-Андалусу та Північної Африки, а згодом — на Далекому Сході та в Індії. Ісламські вчені, зокрема універсал Ібн аль-Хайсам, зазвичай дотримувалися геоцентризму, хоча й критикували систему епіциклів Птолемея та шукали їй альтернативи. Астроном X століття Абу Саїд ас-Сіджзі визнавав, що Земля обертається навколо своєї осі. У XI столітті Авіценна спостерігав транзит Венери. Його сучасник Аль-Біруні розробив метод визначення радіуса Землі за допомогою тригонометрії, який, на відміну від старішого методу Ератосфена, потребував лише спостережень із вершини однієї гори.

## Історія
Ще в давнину люди помітили, що деякі об'єкти на небі змінюють своє розташування відносно інших, непорушних зір. Саме за це «блукання» планети отримали свою назву (грец. πλανήτης — той, що блукає). Греки й римляни називали планети іменами богів: Гермес — Меркурій, Арес — Марс, Зевс — Юпітер, Кронос — Сатурн і Афродіта — Венера. До планет зараховували також Місяць і Сонце[джерело?].
Дослідники античності вважали, що всі планети обертаються навколо Землі. Птолемею вдалося побудувати теорію руху планет, яка давала змогу доволі точно передбачати майбутнє (і минуле) їх розташування серед зір. Вона застосовувалася протягом більше тисячі років.
У XVI столітті Миколай Коперник у своїй праці «Про обертання небесних сфер» запропонував побудову, в якій навколо Землі обертається лише Місяць, а всі інші планети (і, зокрема, Земля) обертаються навколо Сонця. У передмові до книги Коперника, яку анонімно написав теолог Андреас Озіандер, викладену теорію було оголошено суто математичною гіпотезою, призначеною лише для спрощення розрахунків. Однак інші дослідники дійшли висновку, що така картина набагато краще пояснює спостережувані явища й геліоцентрична система світу стала загальновизнаною.
Уже в Новий час було відкрито ще три планети.
- 1781 р. — Уран (Вільям Гершель)
- 1846 р. — Нептун (Джон Адамс, Урбен Левер'є, Йоганн Ґалле)
- 1930 р. — Плутон (Персіваль Лоуелл, Клайд Томбо)

За звичаєм, відкриті у XVIII—XX ст. планети також отримали міфологічні назви: Уран, Нептун, Плутон. Таким чином кількість планет сягнула дев'яти. 
1995 року відкрито першу позасонячну планету поблизу зорі, яка перебуває за 50 світлових років від Землі. Станом на 20 січня 2015 року (згідно з Енциклопедією позасонячних планет) достеменно встановлене існування 1900 екзопланет у 1202 планетних системах, у 480 з яких більше однієї планети[відсутнє в джерелі].
У серпні 2006 року статус Плутона було змінено на карликову планету.